# کانتوپاپ
کانتوپاپ (انگلیسی: Cantopop; چینی سنتی: 粵語流行音樂; چینی ساده: 粤语流行音乐) یکی از سبک‌های موسیقی در زبان کانتونی معیار است که بیشتر در هنگ کنگ مورد استفاده است.
این سبک موسیقی در دههٔ ۷۰ میلادی پدیدار شد و اوج محبوبیتش مربوط به دهه‌های ۸۰ و ۹۰ میلادی است. واژهٔ «کانتوپاپ» در سال ۱۹۷۸ میلادی و با الهام از واژهٔ «کانتوراک» ابداع شد که خود در سال ۱۹۷۴ اختراع شده بود.
سبک کانتوپاپ ملهم از سبک‌های موسیقی غربی همچون جاز، راک اند رول، ریتم اند بلوز، موسیقی الکترونیک و موسیقی پاپ بود و در اوج محبوبیت، علاوه بر چین در تایوان، کره جنوبی، ژاپن، سنگاپور، مالزی و اندونزی محبوبیت داشت.
از چهره‌های شاخص این سبک موسیقی می‌توان به پائولا تسویی، ترزا تنگ، ساموئل هوئی، جرج لام، الن تام، سالی یه، رومن تام، آنیتا موی، لسلی چونگ، اندی لاو، جکی چیانگ، آرون کووک، سامی چنگ، فی ونگ، کلی چن هو، ایسان چان و جوئی یونگ اشاره کرد.